# Atentados em Bagdá em 18 de abril de 2007
Os atentados bombistas em Bagdá em 18 de abril de 2007 foram uma série de ataques terroristas que ocorreram quando cinco carros-bomba explodiram em Bagdá, a capital do Iraque, em 18 de abril de 2007, matando quase 200 pessoas.
Os ataques visaram principalmente locais xiitas e civis. O mercado de Sadriya já havia sido atingido por uma enorme explosão em 3 de fevereiro de 2007 e estava em processo de reconstrução quando ocorreu o ataque. Os atentados foram uma reminiscência do nível de violência antes que a Operação Imposing Law fosse implementada para assegurar a capital iraquiana em fevereiro de 2007.
Os ataques aconteceram no momento em que o primeiro-ministro iraquiano Nouri al-Maliki declarou que as forças iraquianas assumiriam o controle da segurança do país até o final do ano e também ocorreram quando autoridades de mais de 60 países participavam de uma conferência da ONU em Genebra sobre a situação dos refugiados iraquianos.

## Atentados
O primeiro ataque ocorreu quando uma bomba foi detonada em um microônibus no bairro de Risafi, em Bagdá, matando quatro pessoas e ferindo seis. Um carro estacionado no bairro de Karrada explodiu depois, matando onze e ferindo treze.
Um carro-bomba suicida foi lançado contra um carro em um posto policial iraquiano; a explosão resultante matou pelo menos 41 pessoas, incluindo cinco policiais iraquianos, e feriu 76 pessoas.
Uma hora depois, o ataque mais mortífero ocorreu no mercado de Al-Sadriya, no centro de Bagdá, onde um carro-bomba matou pelo menos 140 pessoas e feriu 148, de acordo com uma autoridade do hospital iraquiano. A bomba foi supostamente deixada em um carro estacionado e explodiu no meio de uma multidão de trabalhadores. O mercado estava sendo reconstruído depois que foi destruído por um atentado em fevereiro. 
No final do dia, outro suicida explodiu a si mesmo na entrada do distrito de Sadriya, em Bagdá, matando dois policiais e ferindo oito pessoas.